# Ingrid Breckner
Ingrid Breckner (* 15. Oktober 1954 in Mediaș, Rumänien) ist eine deutsche Soziologin.

## Leben
Ingrid Breckner gehört der deutschsprachigen Minderheit der Siebenbürger Sachsen an. Sie studierte Erziehungswissenschaft und Soziologie an der LMU München. Sie forschte zu Medienpädagogik und Stadtentwicklung in München. Nach der Promotion in Soziologie an der Universität Bielefeld lehrte sie in Weihenstephan, München und Bochum. 1994/1995 lehrte sie als Gastprofessorin an der Universität Kassel. Seit 1995 war sie Professorin für Stadt- und Regionalsoziologie im Studiengang Stadtplanung an der TU Hamburg, der ab 2006 an die neu gegründete HafenCity Universität Hamburg transferiert wurde.
Ihre Forschungsschwerpunkte sind Suburbanisierung, Soziale Stadt, Flucht und Migration, Unsicherheit in europäischen Städten, Mobilität und Strategien integrierter Stadtentwicklung.

## Schriften (Auswahl)
- Neue Medien-Zukunft? Ein Handbuch für die Jugendarbeit. Opladen 1984, ISBN 3-8100-0472-3.
- Wohnungsnot und Gewalt. München 1985, ISBN 3-89000-009-6.
- mit Frank Herrath: Medienkonsum von Kindern und Jugendlichen. Pädagogische Kritik zwischen Mythen und Fakten. München 1987, ISBN 3-87966-276-2.
- Armut im Reichtum. Erscheinungsformen, Ursachen und Handlungsstrategien in ausgewählten Grossstädten der Bundesrepublik. Bochum 1989, ISBN 3-88663-120-6.
- mit Mariam Arouna, Umut Ibis, Joachim Schroeder & Cornelia Sylla: Fluchtort Stadt. Explorationen in städtische Lebenslagen und Praktiken der Ortsaneignung von Geflüchteten. Wiesbaden 2019, ISBN 978-3-658-26870-1 (Print), ISBN 978-3-658-26871-8 (E-Book).
- mit Albrecht Göschel & Ulf Matthiesen (Hrsg.): Handbuch Stadtsoziologie und Stadtentwicklung. Baden-Baden 2020, ISBN 978-3-8487-3340-8 (print), ISBN 978-3-8452-7677-9 (PDF).
- mit Mariam Arouna, Hazal Budak-Kim, Umut Ibis, Frauke Meyer & Joachim Schroeder: Transformationsprozesse am Fluchtort Stadt. Wiesbaden 2022, ISBN 978-3-658-37420-4 (print), ISBN 978-3-658-37421-1 (PDF).